# Appaloosa
 Denne artikel omhandler en hesterace. Opslagsordet har også en anden betydning, se Appaloosa (film).
Appaloosa er en hesterace, der er kendt for sit leopardprikkede skind. Den stammer fra det vestlige USA og indianerne, der brugt dem som transportdyr, var blandt de første til at avle appaloosaer. I slutningen af 1800-tallet blev bestanden kraftigt reduceret, og i mange årtier fandtes kun ganske få flokke. Først i 1938, da man lavede et register over hesteracer, begyndte man igen at avle dyrene og racen er i dag en af de mest populære i USA. I 1975 blev appaloosaen staten Idahos "officielle hest" for.
Racen har fem forskellige pletmønstre; leopard – hvid med mørke pletter. Snefnug – mørk med hvide plettet. Marmor – mørk ved fødsel, men bliver lysere med alderen, og ende helt hvid bortset fra et par mørke pletter. Dækken – mørk forpart, hvid bagpart med eller uden pletter. Frost – mørk med lyse pletter på lænd og hofte. 
Racen har en kort ryg, ikke megen man og hale. I dag bruges den som ridehest, til parader og i cirkus.